# Žernosecká
Žernosecká je ulice v Praze 8 v Kobylisích. Nachází se mezi Ďáblickým hájem na severu, Vozovnou Kobylisy na západě, Ďáblickou na východě a na jihu Ďáblickým sídlištěm. Byla vybudována na přelomu 60. a 70. let 20. století.

## Název
Název pochází od obce Velké Žernoseky.

## Popis
Na Žernosecké ulici se nachází základní škola, která nese po ní název. Poblíž Bojasovi zastávky se nachází Kobyliská střelnice. Nachází se zde také největší beach volejbalové kurty v Česku. Uprostřed Žernosecké ulice se nachází malé náměstí kde je obchod Norma a pár dalších obchodů.
Na jihu jsou dlouhé a vysoké panelové domy, které vznikaly v letech 1969 až 1975. Na jihu, pod Ďáblickým hájem jsou malé paneláky převážně v ulicích Jelínkova, Šimůnkova a Kubíkova. Na západě se nachází Vozovna Kobylisy a významná křižovatka a na východě je Ďáblický hřbitov.

## Doprava
Žernosecká je hlavní dvouproudová silnice která měří 1,8 km a na které se nacházejí tři autobusové zastávky - Šimůnkova, Bojasova a Vozovna Kobylisy.
Spojuje ulici Ďáblickou na východě a Ústeckou na západě.  Na Žernoseckou ulici navazuje ulice Čumpelíkova. Dále se na Žernoseckou ulici napojuje několik menších silnic, které vedou přímo k jednotlivým panelákům.